# Volkswagen Karmann Ghia
La Volkswagen Karmann Ghia est une voiture de sport à 2+2 places. En Allemagne, le coupé fut produit entre 1955 et 1974 et le cabriolet entre 1957 et 1974. Au Brésil, la voiture fut construite entre 1962 et 1975. Dessinée par Luigi Segre, de la Carrozzeria Ghia, et assemblée à la main par le fabricant automobile indépendant Karmann, la Karmann Ghia reprit le châssis et le moteur de la VW Coccinelle. La dénomination officielle de la Karmann Ghia est Volkswagen Type 14. Dès 1961, Volkswagen en produisit une variante, la Volkswagen Type 34, dont la carrosserie anguleuse était basée sur la plateforme de la Volkswagen Type 3.

## Histoire
Voiture stylée et pratique à 2+2 places plutôt que réelle voiture de sport, la Volkswagen Type 14 fut présentée en octobre 1953 au Mondial de l'automobile de Paris comme un concept-car créé pour Ghia par Luigi Segre. Le prototype fut bien accueilli par la direction de Volkswagen et la production de série débuta à Osnabrück en août 1955. La réaction du public dépassa les prévisions et plus de 10 000 exemplaires en furent vendus la première année. La production doubla peu après sa sortie, en faisant notamment la voiture la plus importée aux États-Unis. Plus de 445 000 Karmann Ghia Type 14 furent produites en Allemagne jusqu'en 1974. Le Brésil produisit 41 600 voitures pour l'Amérique du Sud entre 1962 et 1975.

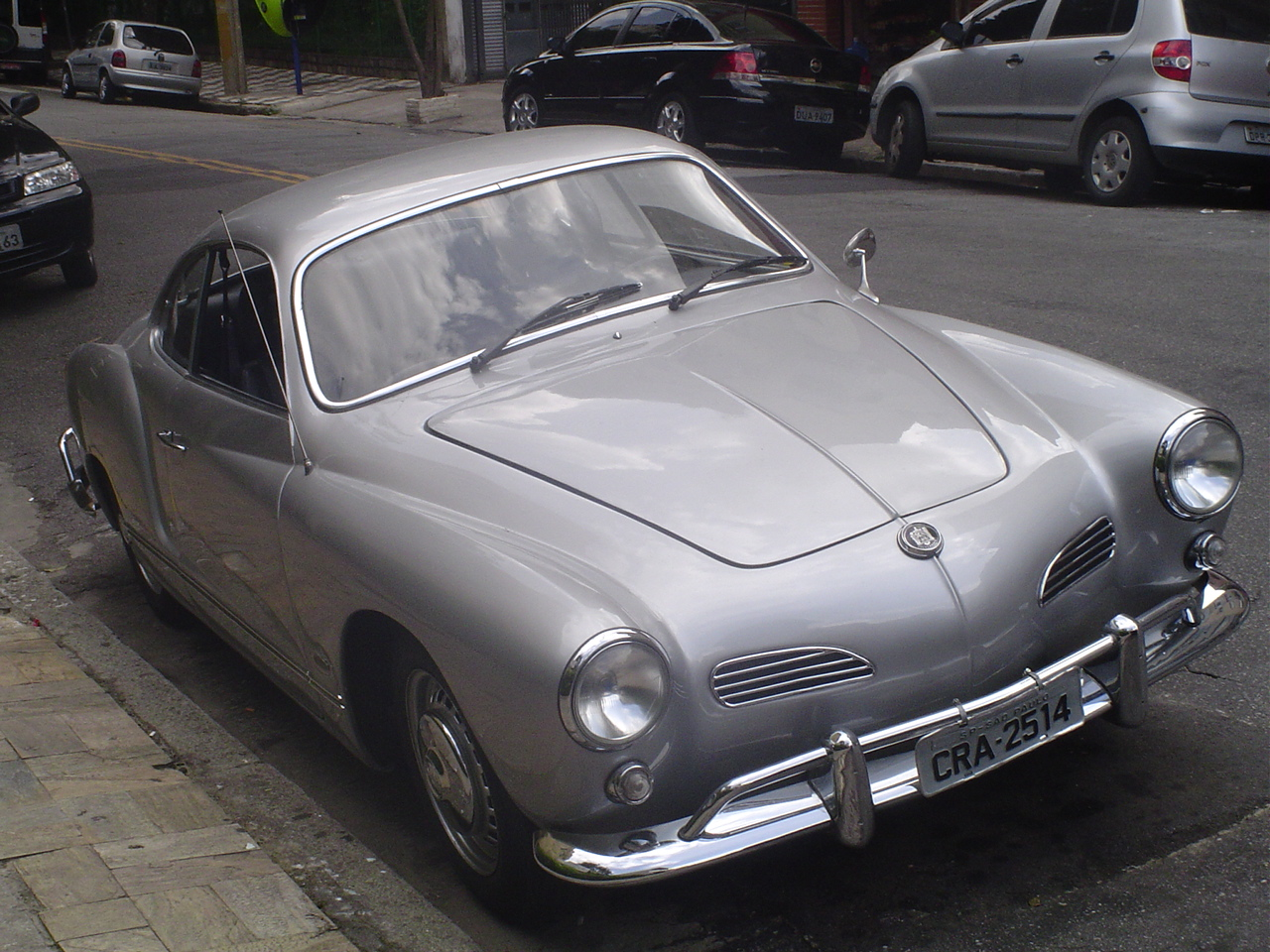
Une VW Karmann Ghia brésilienne à São Paulo.
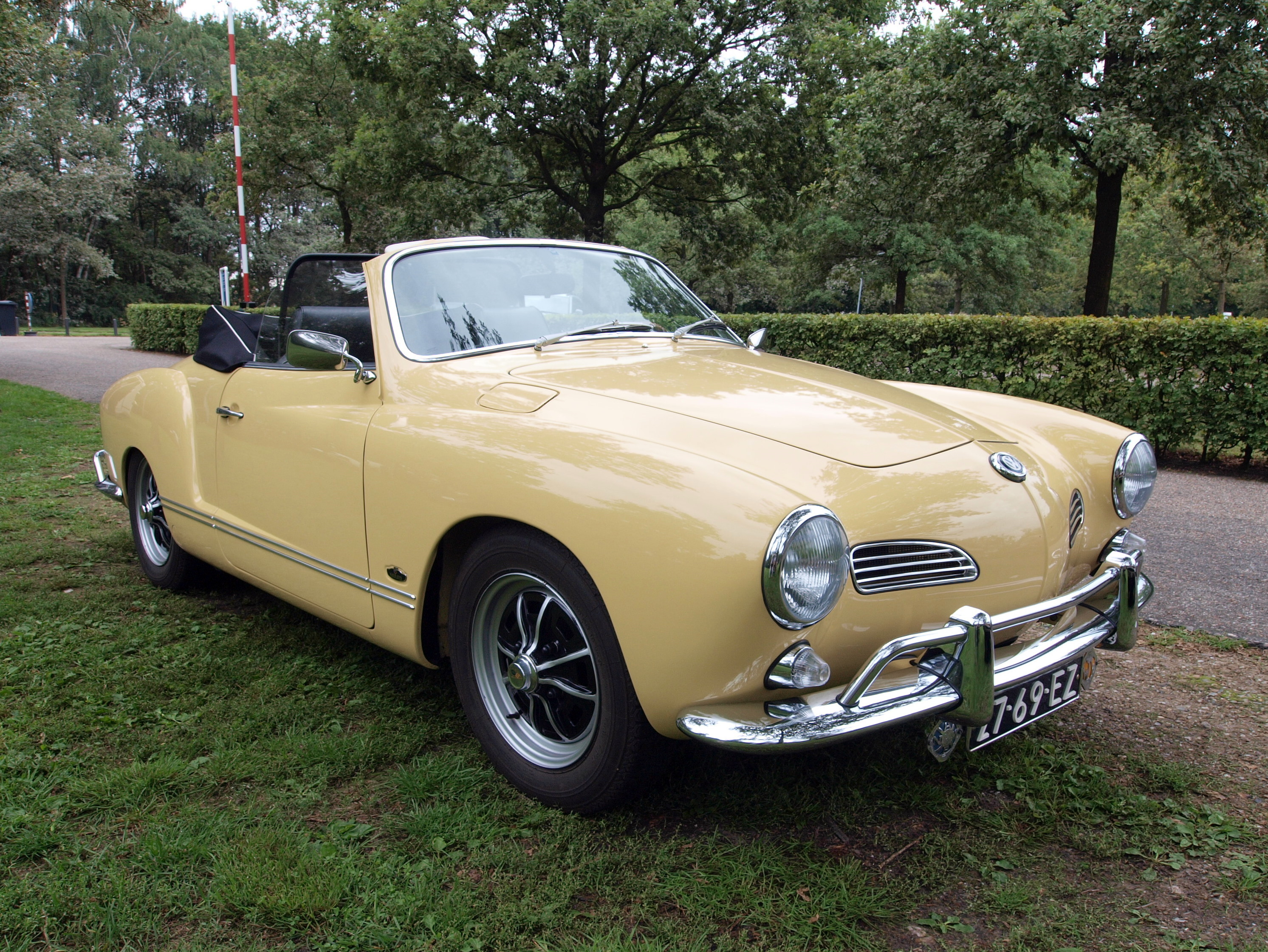
Une VW Karmann Ghia Cabriolet de 1968.

| Année | Motorisation | Puissance | Coupé  | Cabriolet | Type 34 |
| ----- | ------------ | --------- | ------ | --------- | ------- |
| 1955  | 1 200        | 30 ch     | 1 282  | 0         | 0       |
| 1956  | 1 200        | 30 ch     | 11 556 | 0         | 0       |
| 1957  | 1 200        | 30 ch     | 14 715 | 104       | 0       |
| 1958  | 1 200        | 30 ch     | 13 782 | 4 392     | 0       |
| 1959  | 1 200        | 30 ch     | 16 964 | 4 584     | 0       |
| 1960  | 1 200        | 30 ch     | 19 155 | 5 468     | 0       |
| 1961  | 1 200        | 34 ch     | 16 690 | 3 962     | 660     |
| 1962  | 1 200        | 34 ch     | 18 813 | 4 570     | 8 548   |
| 1963  | 1 200        | 34 ch     | 22 827 | 5 432     | 6 719   |
| 1964  | 1 200        | 34 ch     | 25 266 | 5 260     | 7 365   |
| 1965  | 1 200        | 34 ch     | 26 650 | 5 325     | 6 870   |
| 1966  | 1 300        | 40 ch     | 28 387 | 5 395     | 5 947   |
| 1967  | 1 500        | 44 ch     | 19 406 | 4 183     | 2 819   |
| 1968  | 1 500        | 44 ch     | 24 729 | 5 713     | 2 533   |
| 1969  | 1 500        | 44 ch     | 27 892 | 6 518     | 1 044   |
| 1970  | 1 500        | 44 ch     | 24 925 | 6 396     | 0       |
| 1971  | 1 600        | 50 ch     | 21 063 | 6 553     | 0       |
| 1972  | 1 600        | 50 ch     | 12 430 | 2 909     | 0       |
| 1973  | 1 600        | 50 ch     | 10 461 | 2 555     | 0       |
| 1974  | 1 600        | 50 ch     | 5 608  | 1 558     | 0       |

| Moteur                                                 | Cylindrée | Puissance            | Couple                  | Empattement | Longueur × largeur × hauteur | Poids  | Vitesse max. |
| ------------------------------------------------------ | --------- | -------------------- | ----------------------- | ----------- | ---------------------------- | ------ | ------------ |
| OHV 4-cylindres à plat, 4-temps, refroidissement à air | 1 192 cm3 | 34 ch à 3 600 tr/min | 82,4 N m à 2 000 tr/min | 2,40 m      | 4,14 × 1,63 × 1,33 m         | 820 kg | 118 km/h     |
| OHV 4-cylindres à plat, 4-temps, refroidissement à air | 1 295 cm3 | 40 ch à 4 000 tr/min | 94,1 N m à 2 800 tr/min | 2,40 m      | 4,14 × 1,63 × 1,33 m         | 820 kg | 128 km/h     |

En août 1957, une version cabriolet fut lancée sur le marché. En 1961, le style de la carrosserie de la Karmann Ghia fut remanié, avec des calandres plus grandes, à ailettes, des feux arrière plus grands et plus arrondis et des projecteurs avant placés plus hauts. Le designer italien Sergio Sartorelli, qui dessinera la Volkswagen Type 34, supervisa les modifications de la Type 14. En 1970, les feux arrière, enveloppants pour une meilleure visibilité sur le côté, furent une fois de plus agrandis et inclurent des feux de recul. Des pare-chocs à section carrée remplacèrent les pare-chocs arrondis d'origine. Pour la version américaine uniquement, en 1973, à la demande de la National Highway Traffic Safety Administration, la voiture fut munie de pare-chocs permettant d'absorber l'énergie des chocs. Fin 1974, la Karmann Ghia fut supplantée par la VW-Porsche 914 et par Volkswagen Scirocco.

### Évolution de l'arrière de la Karmann Ghia

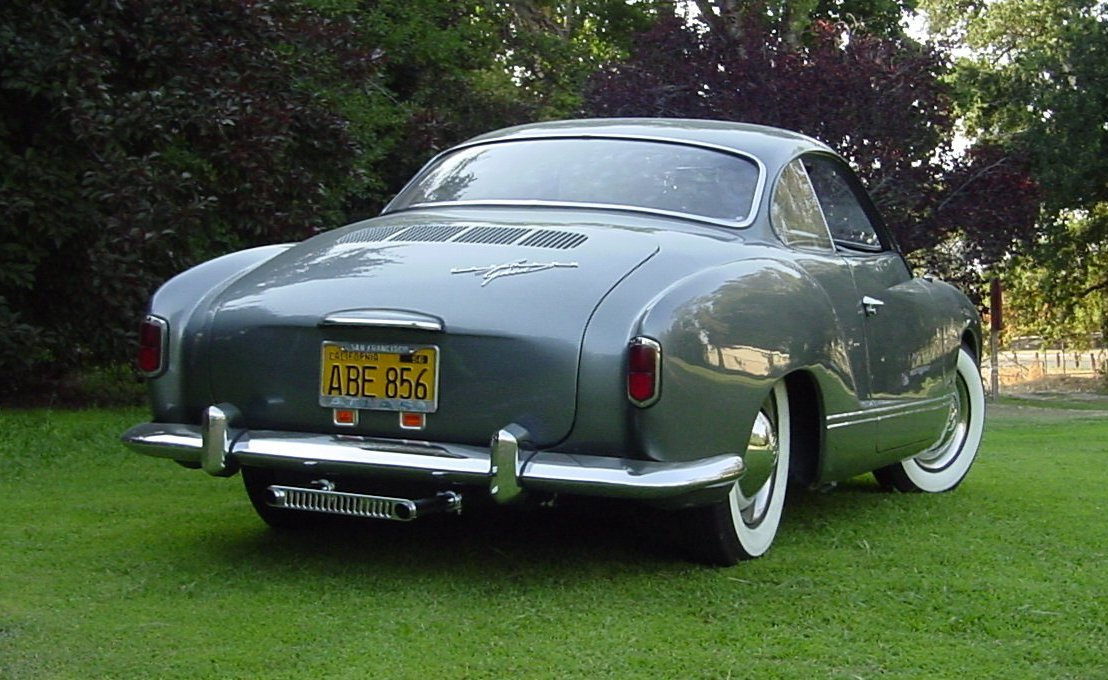
Feux arrière (1955-1959).
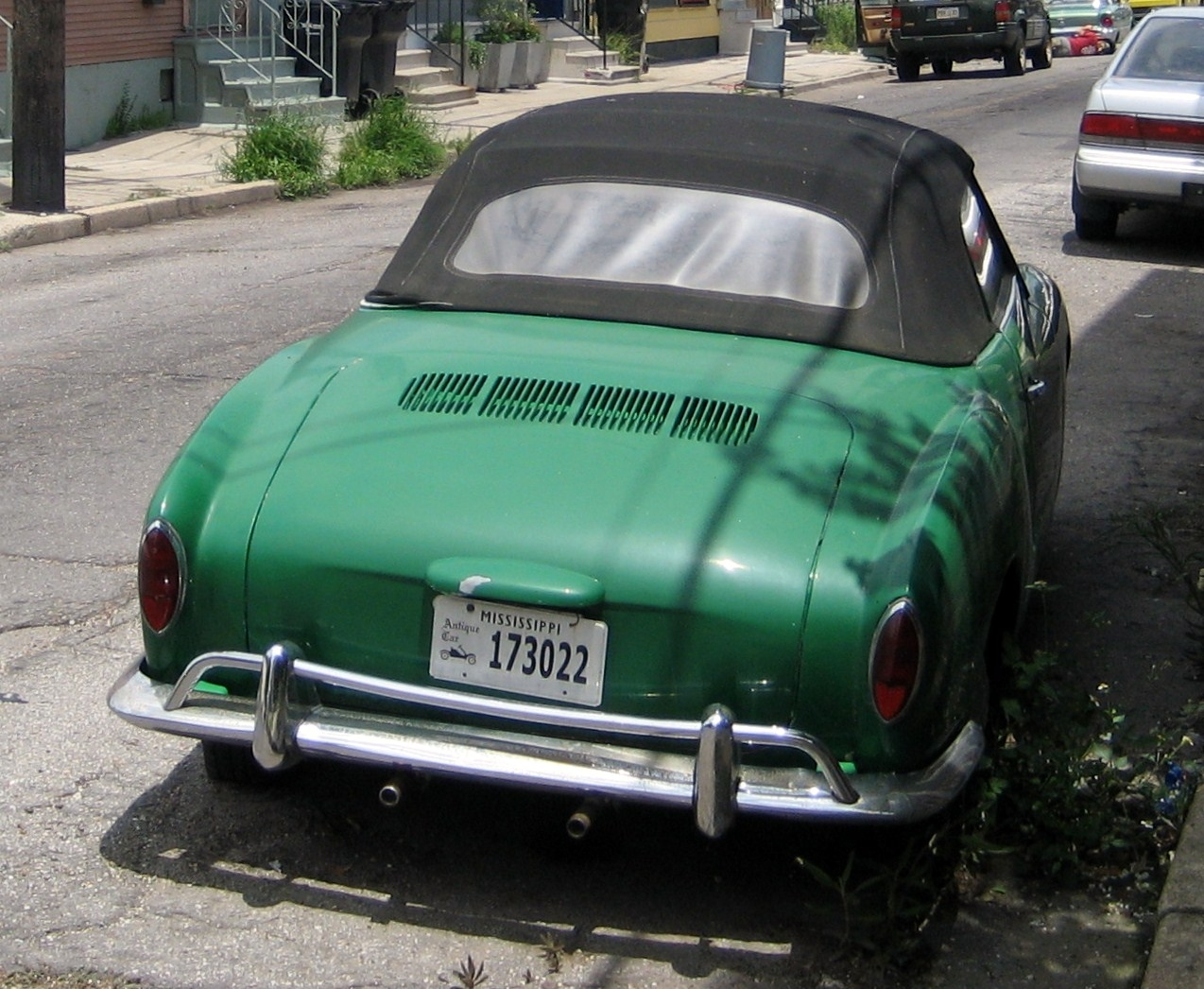
Feux arrière (1960-1969).
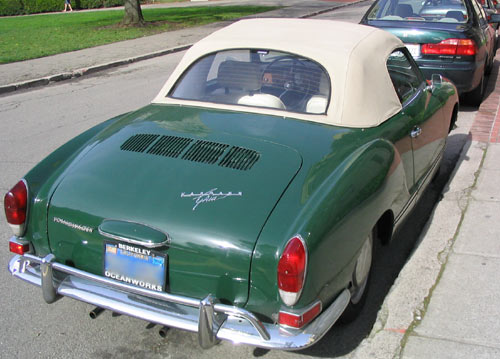
Feux arrière de la version américaine (1970-1971).
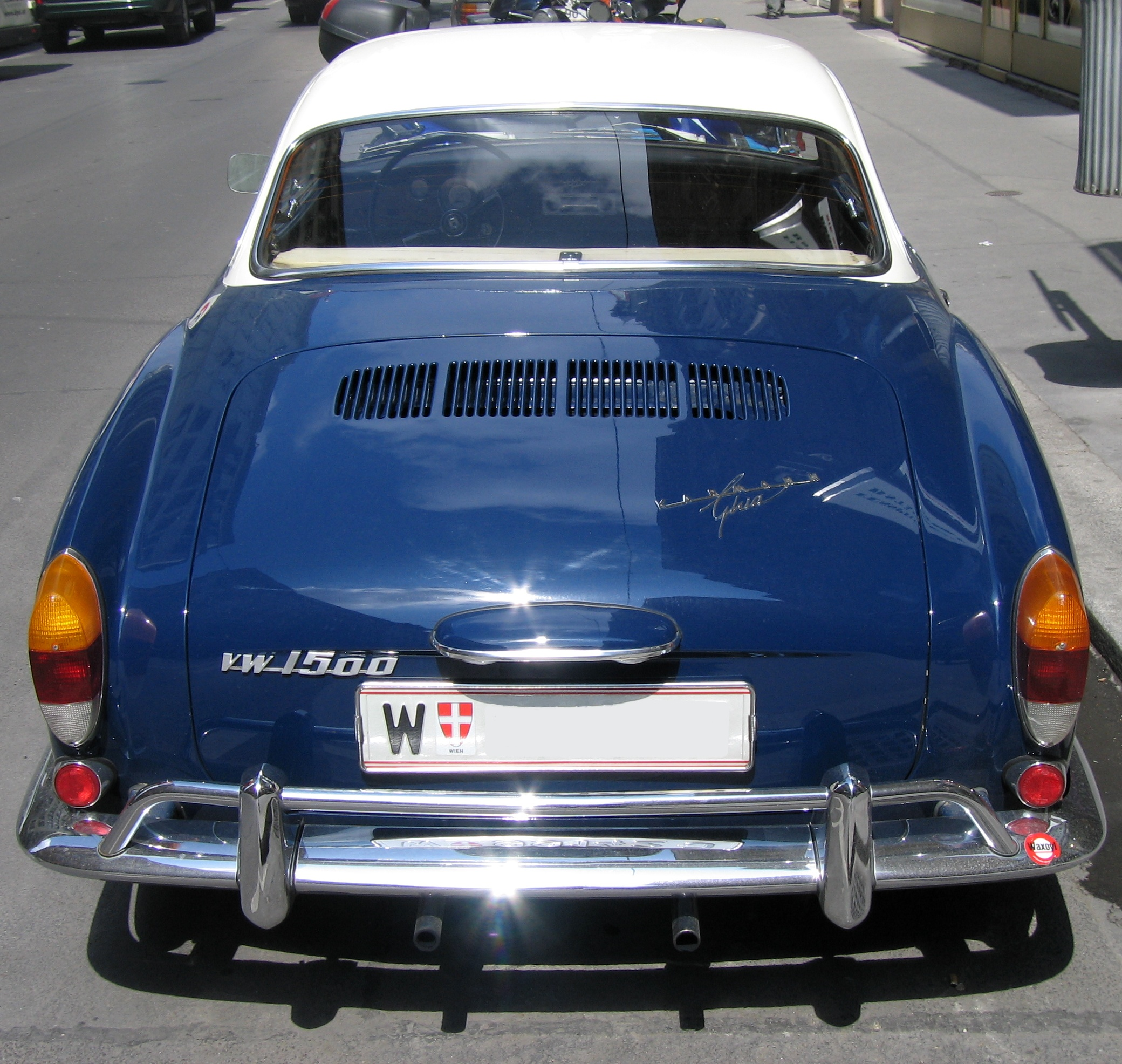
Feux arrière enveloppants de la version européenne (1970-1971).
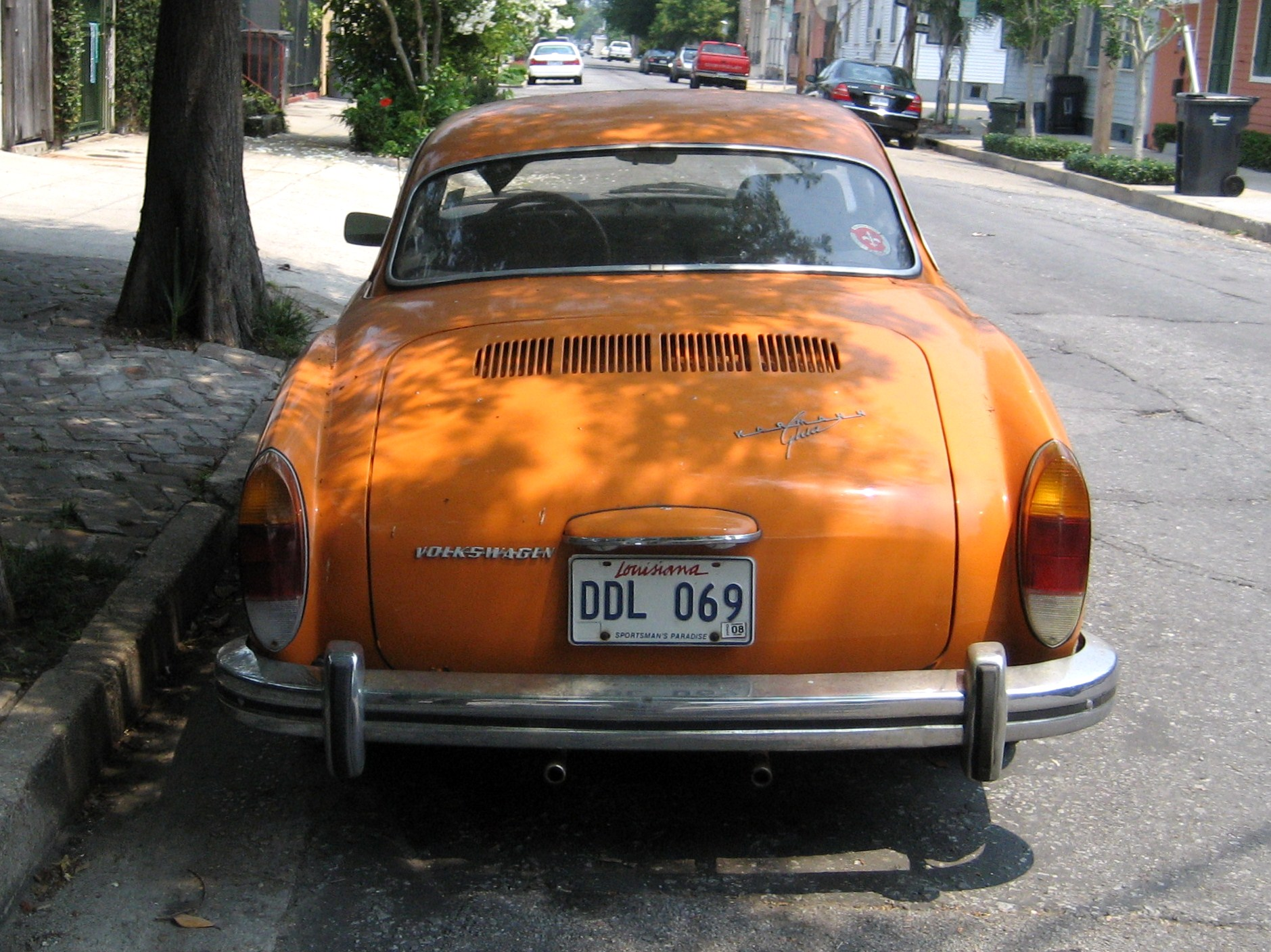
Feux arrière et pare-chocs à section carrée (1972-1974).

## Volkswagen Type 34
En septembre 1961, Volkswagen lança la VW 1500 Karmann Ghia, dont le nom officiel est Type 34, basée sur la plateforme de la Volkswagen Type 3, équipée du nouveau moteur Volkswagen de 1 500 cm3 et dessinée par l'ingénieur italien Sergio Sartorelli. En raison de la confusion entre ce modèle et la Volkswagen Type 14 1500 introduite en 1967, la Type 34 fut populairement surnommée « Der Große Karmann » (« la grande Karmann ») en Allemagne, « Razor Edge Ghia » (« Ghia à bords tranchants ») au Royaume-Uni ou « European Ghia » (« Ghia européenne ») aux États-Unis.
Jusqu'à son remplacement par la VW-Porsche 914, la Type 34 était la voiture la plus chère produite par Volkswagen, valant le prix de deux Coccinelle dans de nombreux pays. Ce coût élevé limita la demande et elle ne fut produite entre 1962 et 1969 qu'à 42 505 exemplaires, auxquels s'ajoutèrent 17 prototypes cabriolets. Au début du XXIe siècle, sur les 1 500 à 2 000 exemplaires subsistants, 400 se trouvent aux États-Unis, alors que la voiture n'y fut jamais officiellement vendue à l'époque.

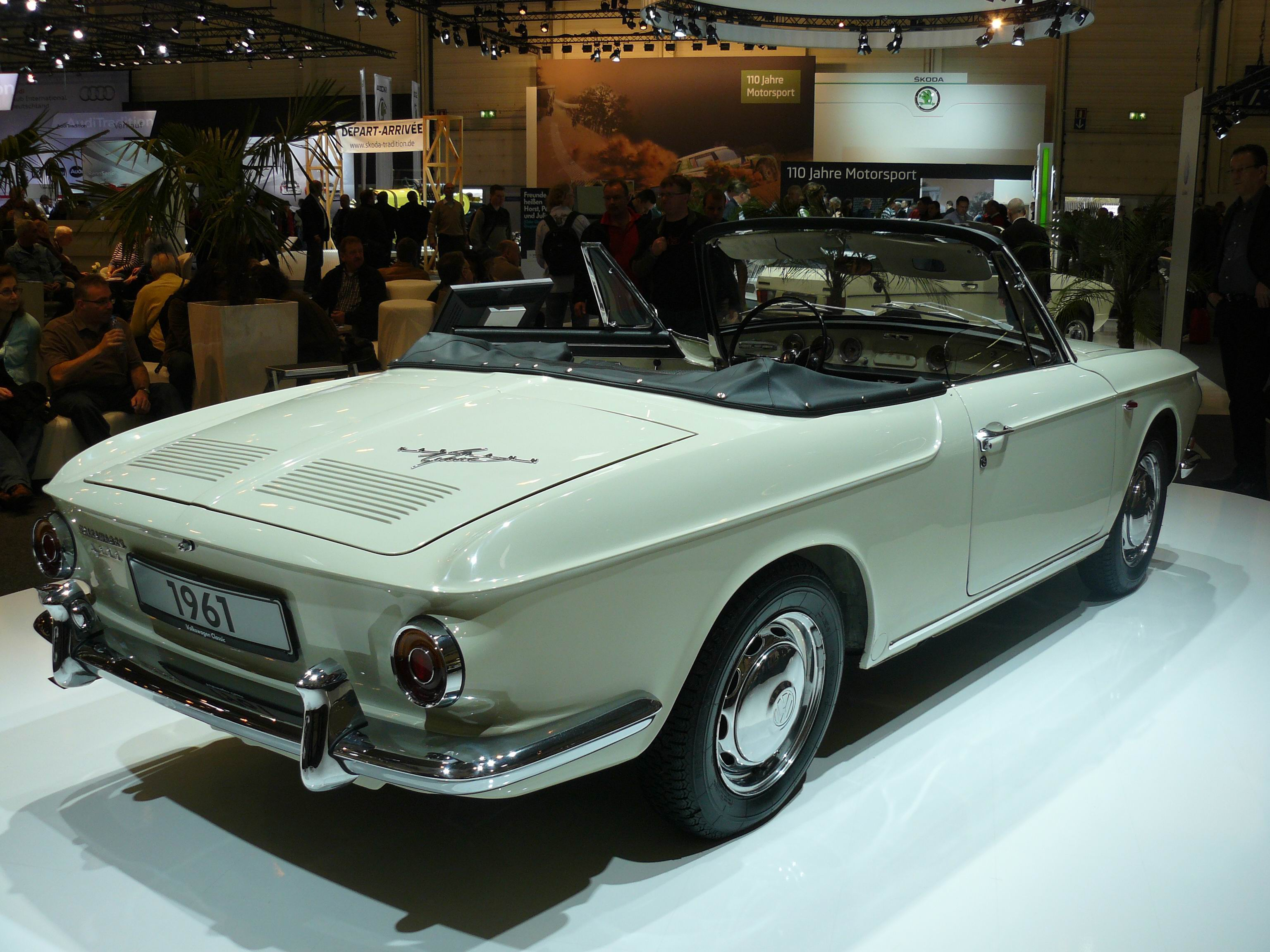
Karmann Ghia Type 34 cabriolet de 1961.
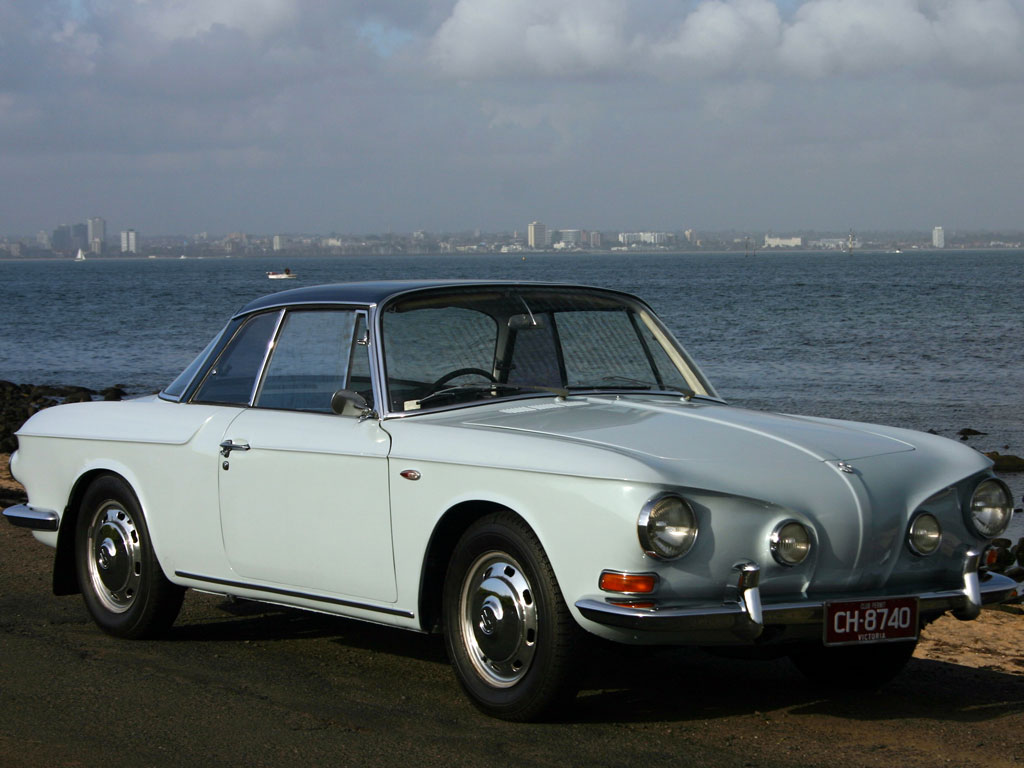
Karmann Ghia Type 34 de 1966 à Melbourne.
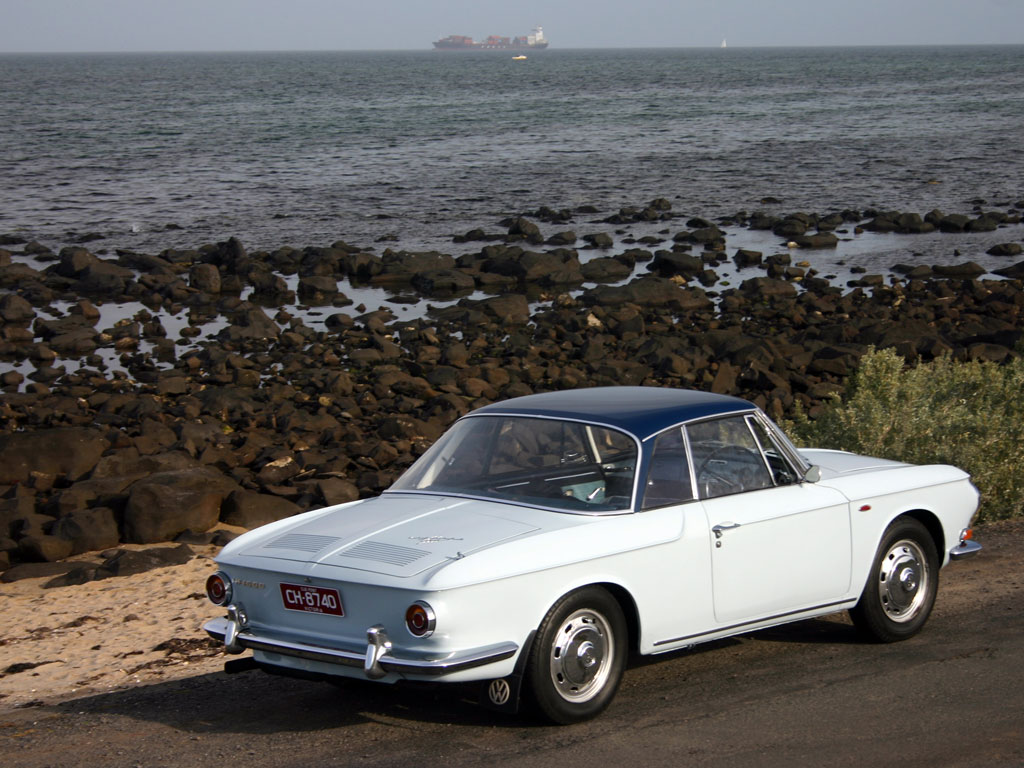
Karmann Ghia Type 34 de 1966 à Melbourne.

## Karmann Ghia TC

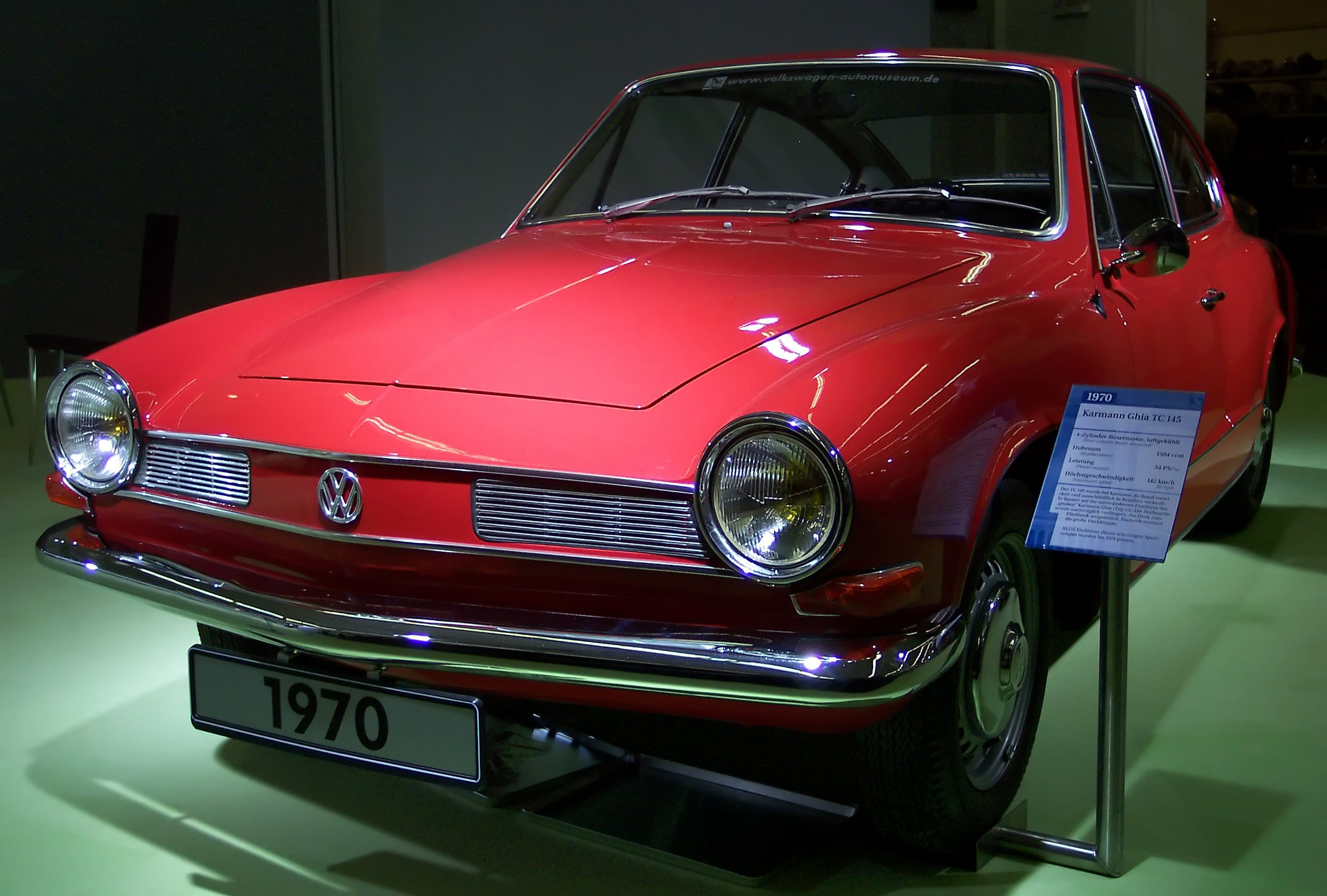
VW Karmann-Ghia TC.

À la fin des années 1960, comme alternative à La Type 34 introduite en Europe, Karmann-Ghia Brésil demande à Ghia une nouvelle version de la Type 14. Ghia se tourne vers le designer italien Giorgetto Giugiaro pour travailler sur le projet et la Volkswagen Karmann Ghia TC (pour « Touring Coupé »), officiellement « Type 145 », sort en 1970. Il s'agit à nouveau d'un coupé 2+2 basé sur la plateforme de la Type 3 Variant, équipé d'un moteur boxer de 1 584 cm3 développant 65 ch à 4 600 tr/min. Sa vitesse maximale est de 138 km/h. Volkswagen en produira 18 119 unités entre 1970 et 1976.

## Dans la culture populaire
Au début du film Cars 2, le code pour que Finn McMissile et l'espion américain se reconnaissent entre eux était que Finn dise « La Volkswagen Karmann Ghia n'a pas de radiateur » et qu'ensuite l'espion américain réponde « C'est parce que son moteur est refroidi par l'air ».
On peut en voir une Karmann Ghia dans deux films de Quentin Tarantino : une de 1973 dans Kill Bill : volume 2 (2004) et une 1967 dans Once Upon a Time… in Hollywood (2019), toutes les deux en version cabriolet et bleues.
Dans le film Coup de foudre garanti une Karmann Ghia est la voiture du personnage principal et est prénommée Zorro. Il y a aussi une Karmann Ghia   dans le film Zodiac de David Fincher.
Dans le videoclip de la chanson Souvenir du groupe anglais Orchestral Manoeuvres In The Dark, Andy McCluskey conduit une Karmann Ghia rouge.